# Morgan Luttrell
Morgan Joe Luttrell, född 7 november 1975 i Houston i Texas, är en amerikansk politiker (republikan). Han är ledamot av USA:s representanthus sedan 2023.
Kongressledamot Kevin Brady kandiderade inte till omval i mellanårsvalet i USA 2022. Luttrell besegrade demokraten Laura Jones med 68,1 procent av rösterna mot 30,5 procent för Jones, medan libertarianen Roy Eriksen fick 1,4 procent.